# LIAZ 100
LIAZ 100 je typová řada nákladních automobilů, vyráběná ve firmě Liberecké automobilové závody v letech 1974 až 1994. Předchůdcem byly modelové řady Škoda 706 RT a MT, následovníkem řady LIAZ 200 a LIAZ 300. Celkem vzniklo několik desítek tisíc kusů; 54 507 vozidel bylo vyrobeno v Mnichově Hradišti, kde bylo do roku 2003 smontováno přes 80% všech vozidel a podvozků firmy LIAZ.

## Vývoj
V LIAZu probíhal vývoj nové typové řady (NTŘ) od počátku 60. let, tehdy dokonce v rámci česko-polské kooperace v rámci skupiny výrobců nákladních automobilů s nosností 3 až 7 tun – za Československo konstruktéři automobilek LIAZ a Praga/Avia, za Polsko konstruktéři automobilek Zubr a Jelcz. Tato společná konstrukční skupina ukončila činnost po zhruba roce práce s tím výsledkem, že každý stát bude vyrábět vozidla podle svých konstrukcí, nicméně LIAZ bude dodávat motory, rámy a nápravy typové řady 706 RTO pro výrobu autobusů Jelcz.
Československá NTŘ se nadále měla odehrávat pouze v kooperaci automobilek LIAZ a Praga/Avia. Nový vůz měl mít oproti stávajícím vozům Škoda 706 RT a Praga V3S/S5T zcela nový motor, převodovku, kabinu i nápravy, splňující požadavky odběratelů i doby. LIAZ v té době již měl vyvinuty nové motory řady M63x (pro nákladní automobily MŠ 63x pro šikmé uložení pod kabinu, pro autobusy ML 63x pro ležaté uložení do podvozku), byly připraveny i nové nápravy s kolovými redukcemi, a obě automobilky společně vyvíjely novou kabinu ve třech velikostních verzích. Neustálé problémy socialistického hospodářství s investicemi do jednotlivých dodavatelů vedly k tomu, že letňanská Avia od projektu v roce 1967 odstoupila a zakoupila licenci Saviem pro výrobu kompletních modelů s nosností 1,5 (Avia A15) a 3 tuny (Avia A30), výroba modelu Praga S5T byla v roce 1972 ukončena bez tuzemské náhrady a výroba modelu Praga V3S pokračovala jen s drobnými modernizacemi ve výrobním závodě Praga Čáslav.
Pro LIAZ to znamenalo, že nedostal výrobní kapacitu pro výrobu nových moderních kabin a dodané, ale nezprovozněné výrobní technologie zůstaly ve skladech po několik let. Nové agregáty (nápravy, převodovky a motory) tedy konstruktéři posadili na původní rám RT s upravenou budkou RT, čímž roku 1969 vznikla nová typová řada Škoda 706 MT (resp. LIAZ MT), později vylepšena na typy MT3 a MT4. Tento dočasný mezityp, plánovaný jen na překlenutí několika desítek měsíců do zprovoznění linky na nové kabiny, se nakonec udržel ve výrobě až ro roku 1991.
Teprve když po roce 1972 byla v závodě LIAZ Holýšov ukončena výroba autobusů a náhradních karosérií Škoda 706 RTO – teprve výrazná přestavba tohoto závodu umožnila konečně instalovat a zprovoznit lisovací a svařovací linky nových kabin LIAZ 100 od roku 1974. Opět se projevila neschopnost socialistického investičního hospodaření, neboť výrobní závod neměl k dispozici řádnou lakovnu a svařené kabiny bez povrchové úpravy se pak vozily přes půl republiky do lakovny Tatry Kopřivnice na kataforézu a teprve odsud na výrobní linky LIAZu v Mnichově Hradišti a Přerově na finální lak, vystrojení a montáž. Přes moderní vzhled kabiny se museli uživatelé smířit s tím, že kabina je nesklopná a umožňuje přístup k motoru pouze z vnitřku kabiny po odklopení lavice, motorového víka a podlahy u spolujezdce.
Sériově výrobě předcházela spousta prototypů i předsériových vozů, mezi které patřil např. prototyp tahače 100.51/1 s pneumatickým pérováním vyrobený v březnu 1971. V roce 1974 vznikla série tahačů 100.45 o deseti kusech. Šlo spíše o ověřovací sérii, na které se doladila montáž a technologie výroby. Tato vozidla byla do jisté míry shodná s dalšími sériovými vozidly. Hlavní rozdíl byl především v kabině, jejíž výška byla u pozdějších sériových vozidel zvednuta o 80 mm kvůli mezinárodním předpisům ohledně bezpečnosti posádky. První prototyp valníku 100.05 byl vyroben v roce 1970, v roce 1975 vznikla desetikusová ověřovací série valníků 100.05 a roku 1976 další série o 14 kusech. Sériová výroba pak probíhala v podniku LIAZ 06 ve Zvolenu.
V roce 1977 se naplno rozběhla sériová výroba nejprve velmi žádaných tahačů LIAZ 100.47 a valníků LIAZ 100.05 (již s vyšším stropem kabiny) ve vnitrostátní a zejména v mezinárodní dopravě (řada MT již nevyhovovala bezpečnostním předpisům EHS). Velmi pomalu a v mnohem nižších objemech přicházely na trh další varianty, zejména účelový podvozek LIAZ 100.08 aj. Všechny modely byly osazeny „střední“ dvou- nebo třímístnou nesklopnou kabinou, až od roku 1984 se začaly vyrábět vozy s modernizovanou sklopnou budkou ve variantách střední (typy 110.xxx a 111.xxx) nebo krátké (typy 150.xxx nebo 151.xxx) a zejména u tahačů se začalo používat mechanicko-vzduchové odpružení přední i zadní nápravy. Do maloobjemové výroby se dostal také typ 122.xxx se znakem náprav 6×2 pro nástavby. Dalších vylepšení se řada 100 dočkala po roce 1989, kdy se otevřením trhu zvýšila konkurence. V nabídce se tak objevila nová 16stupňová převodovka ZF, dálková kabina s vysokou střechou MAXI, brzdový systém ABS, centrální mazání, elektrické ovládání zrcátek i oken, chladicí box nebo sedačky ISRI.
Výroba řady 100/110/150 byla ukončena po 20 letech produkce v roce 1994, kdy jej nahradila nová řada LIAZ 300 se stojatými motory, ale podle přání zákazníků se realizovaly ojedinělé objednávky této staré řady až do konce existence podniku.

## Sériové a prototypové modely
Typové označení řady 100 sestávalo z pěti- až sedmimístného kódu ve formátu 1xx.xx(x)(x), kde první část kódu jasně určovala základní typ vozu včetně charakteru náprav a typu kabiny, část za tečkou popisovala druh automobilu a jeho nástavby:
- LIAZ 100: konfigurace náprav 4×2, střední nesklopná kabina. Původní provedení celé typové řady, vyráběné v letech 1974–1987 v různých provedeních (tahače, valníky, sklápěče, komunální vozidla aj.).
- LIAZ 101: konfigurace náprav 4×4, dlouhá nesklopná kabina odvozená od autobusu Karosa řady 700. Speciální vozidla především pro hasiče (přímá náhrada za vůz Škoda 706 RTHP) a dopravní podniky, vyráběné cca v letech 1983–1991.
- LIAZ 110: konfigurace náprav 4×2, střední sklopná kabina. Vyráběn v letech 1984–1994 zejména ve verzi tahač a valník.
- LIAZ 111: konfigurace náprav 4×4, střední sklopná kabina. Vyráběn v letech 1984–1994 zejména ve verzi sklápěč a účelový podvozek.
- LIAZ 122: konfigurace náprav 6×2, střední sklopná kabina. Vyrobeno pouze několik kusů.
- LIAZ 123: konfigurace náprav 6×4, střední sklopná kabina. Vyrobeno pouze několik kusů.
- LIAZ 124: konfigurace náprav 6×6, střední sklopná kabina. Vyrobeno pouze několik kusů.
- LIAZ 150: konfigurace náprav 4×2, krátká sklopná kabina. Vyráběn v letech 1985–1997 ve verzi sklápěč.
- LIAZ 151: konfigurace náprav 4×4, krátká sklopná kabina. Vyráběn v letech 1985–1997 ve verzi sklápěč.

- xxx.01(1) až xxx.19(5): valníky s různými typy bočnic a zaplachtování nebo skříňové vozy
- xxx.20(0) až xxx.39(1): sklápěče různých parametrů
- xxx.40(0) až xxx.79(3): tahače různých parametrů
- xxx.80(0) až xxx.99(5): účelové, komunální a speciální podvozky nebo celá vozidla

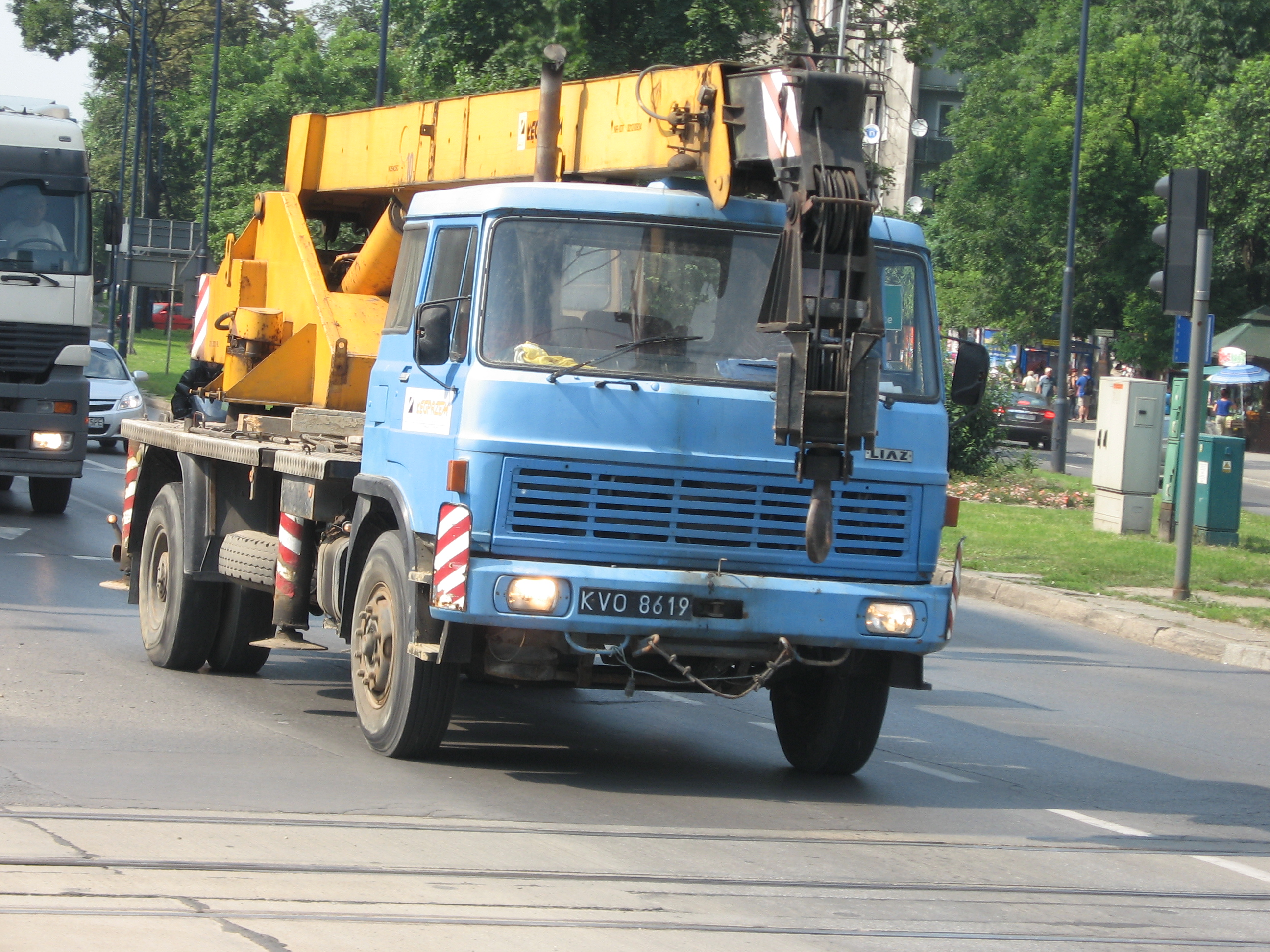
LIAZ 100, autojeřáb
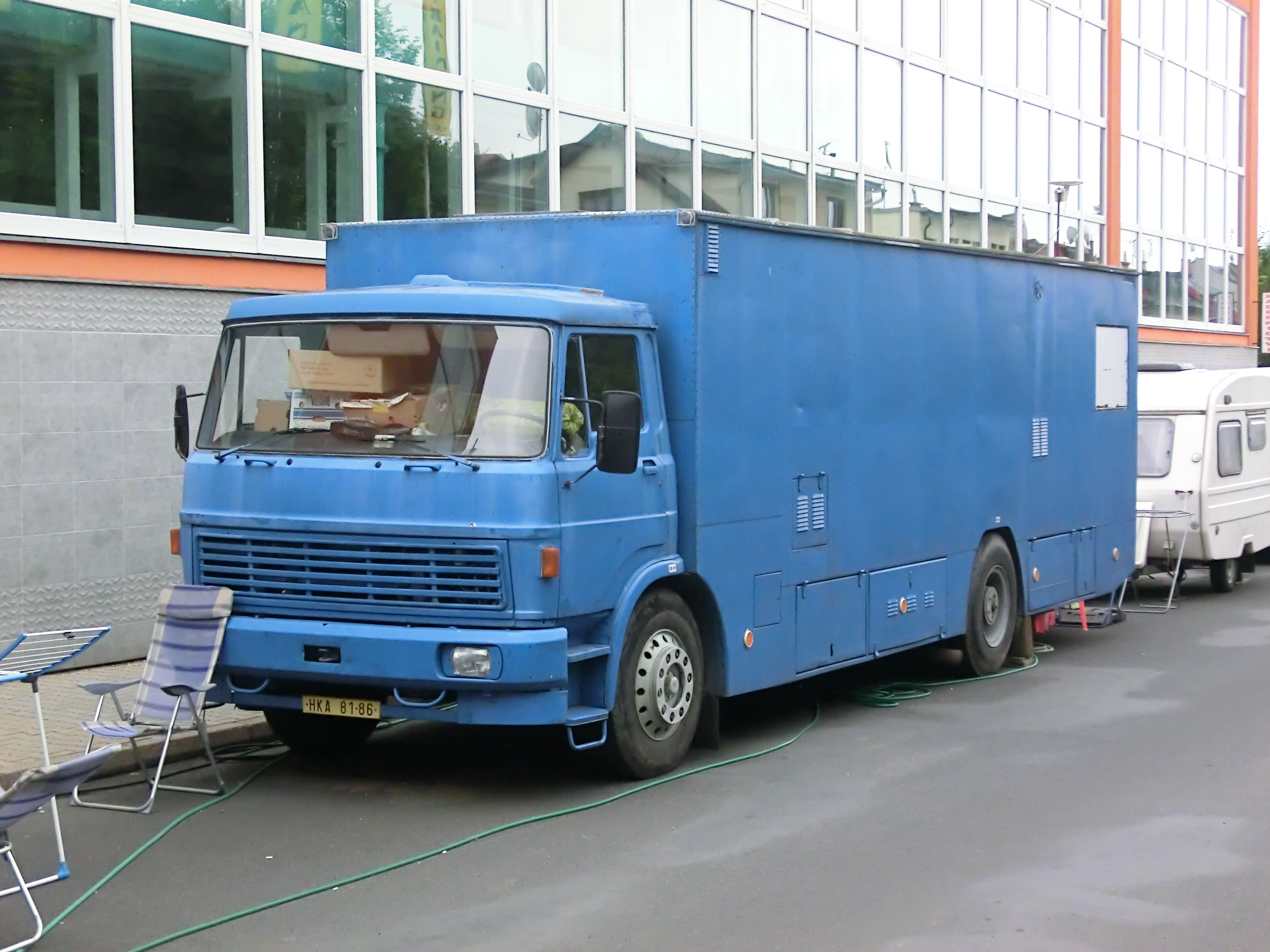
LIAZ 100.02R, skříňový
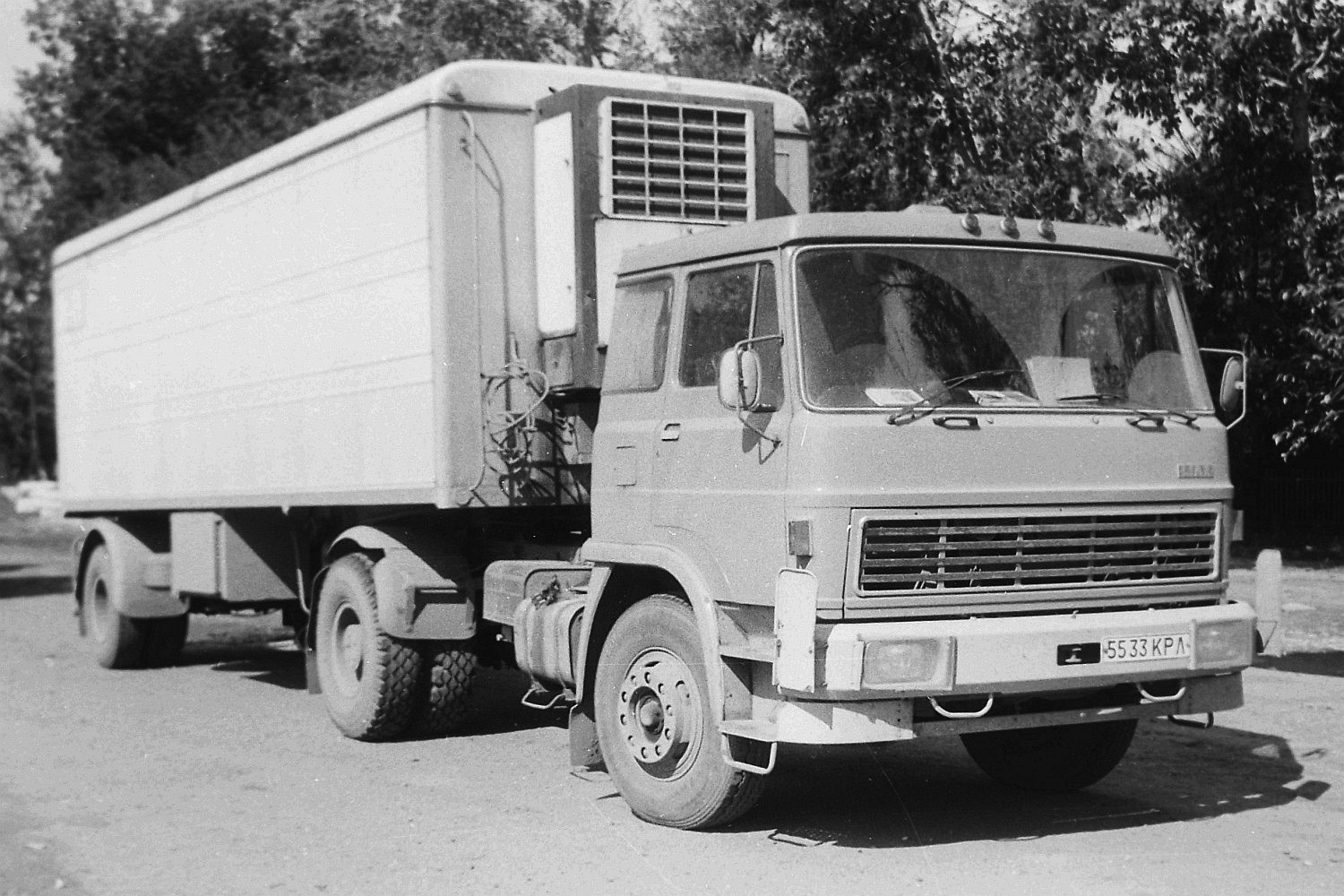
LIAZ 100.42, tahač s návěsem Orličan
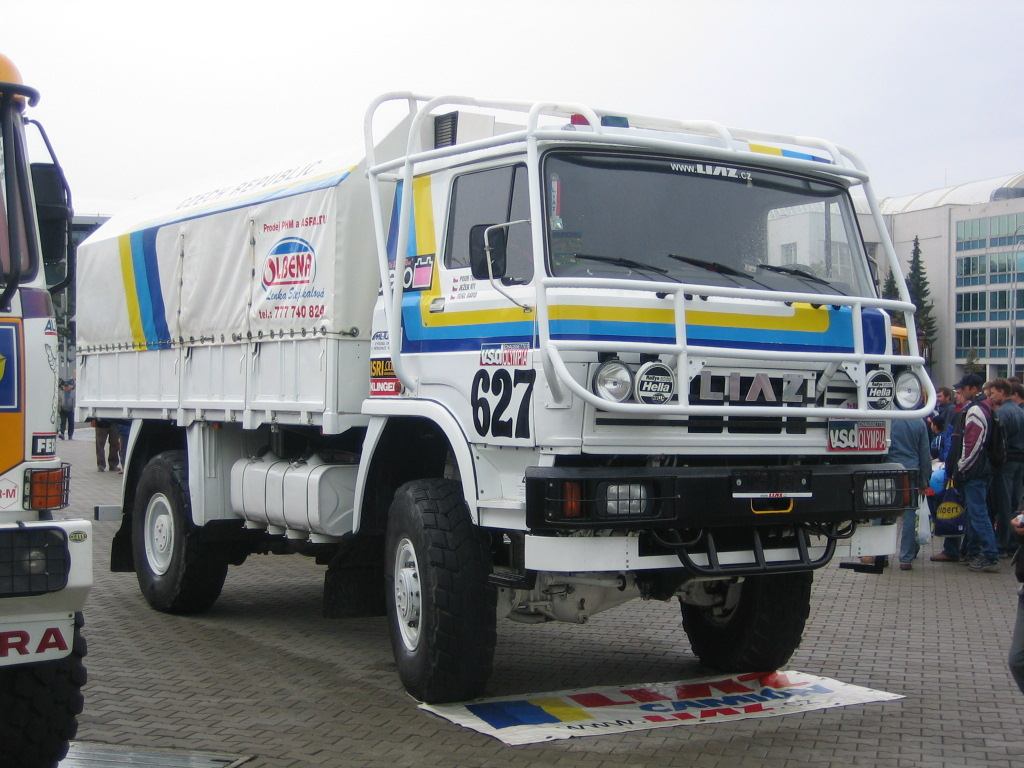
LIAZ 100.55D, soutěžní automobil Rallye Dakar 1985
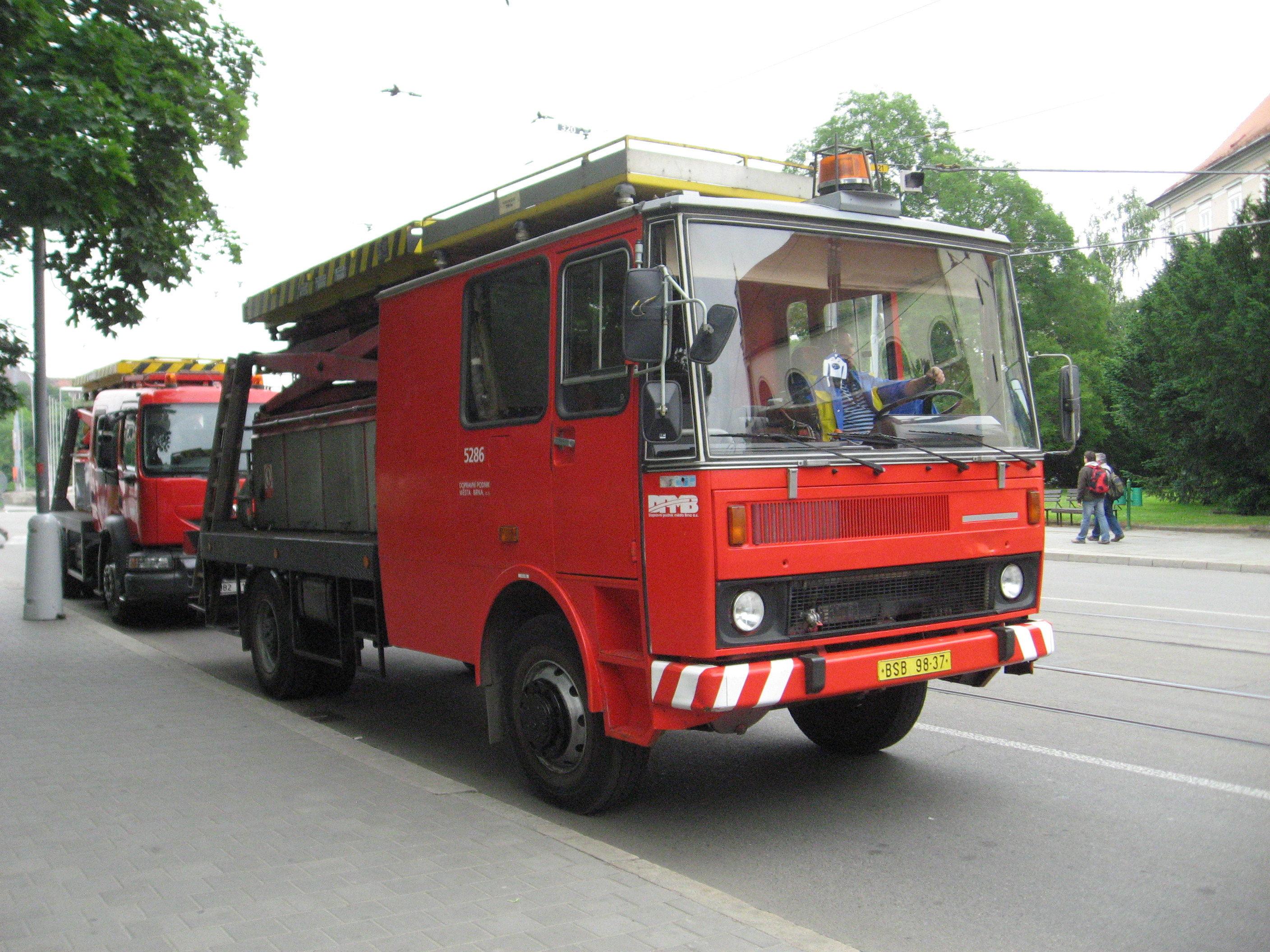
LIAZ 101.860, speciál s kabinou z autobusů Karosa řady 700
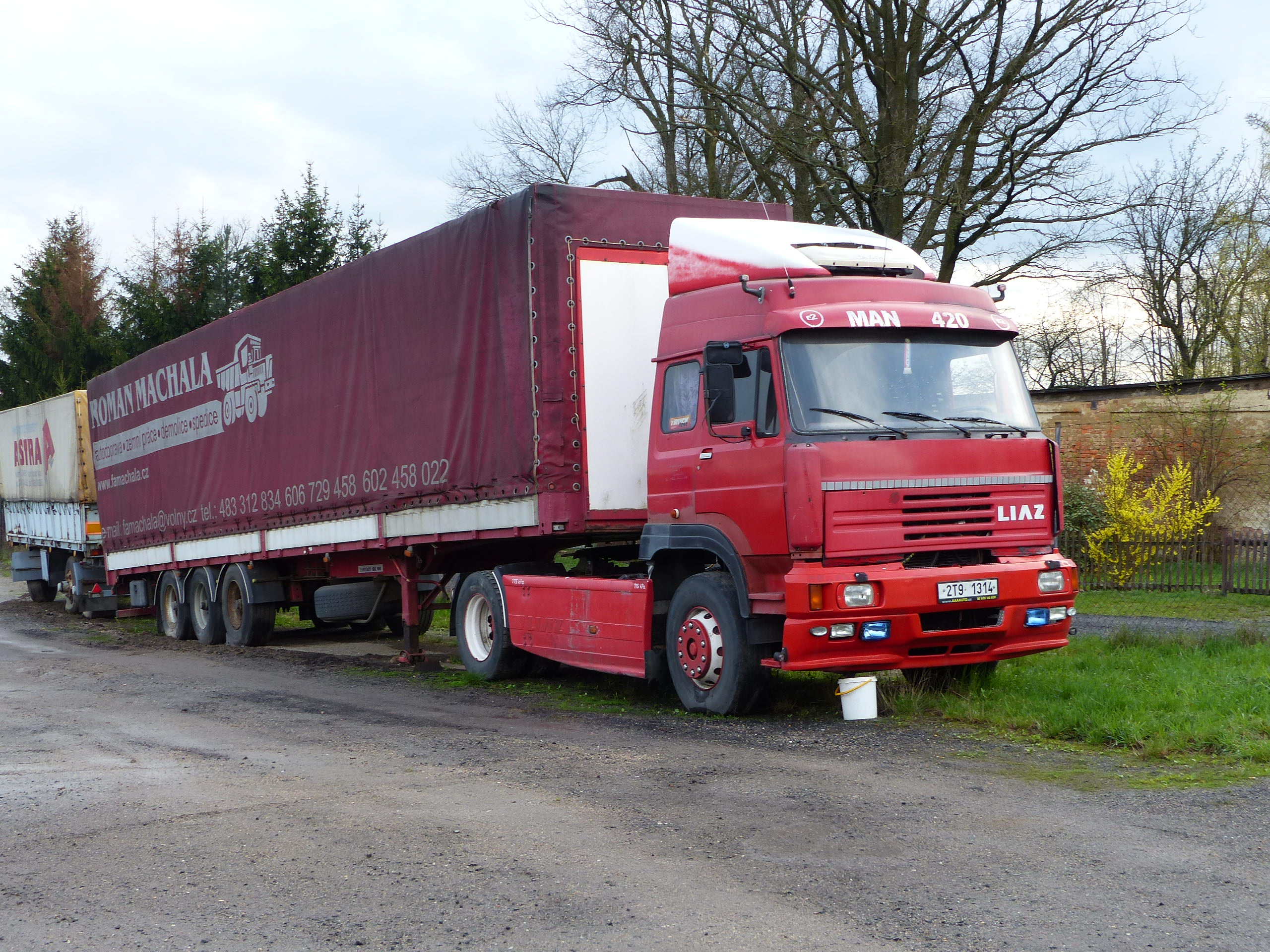
LIAZ 110, tahač
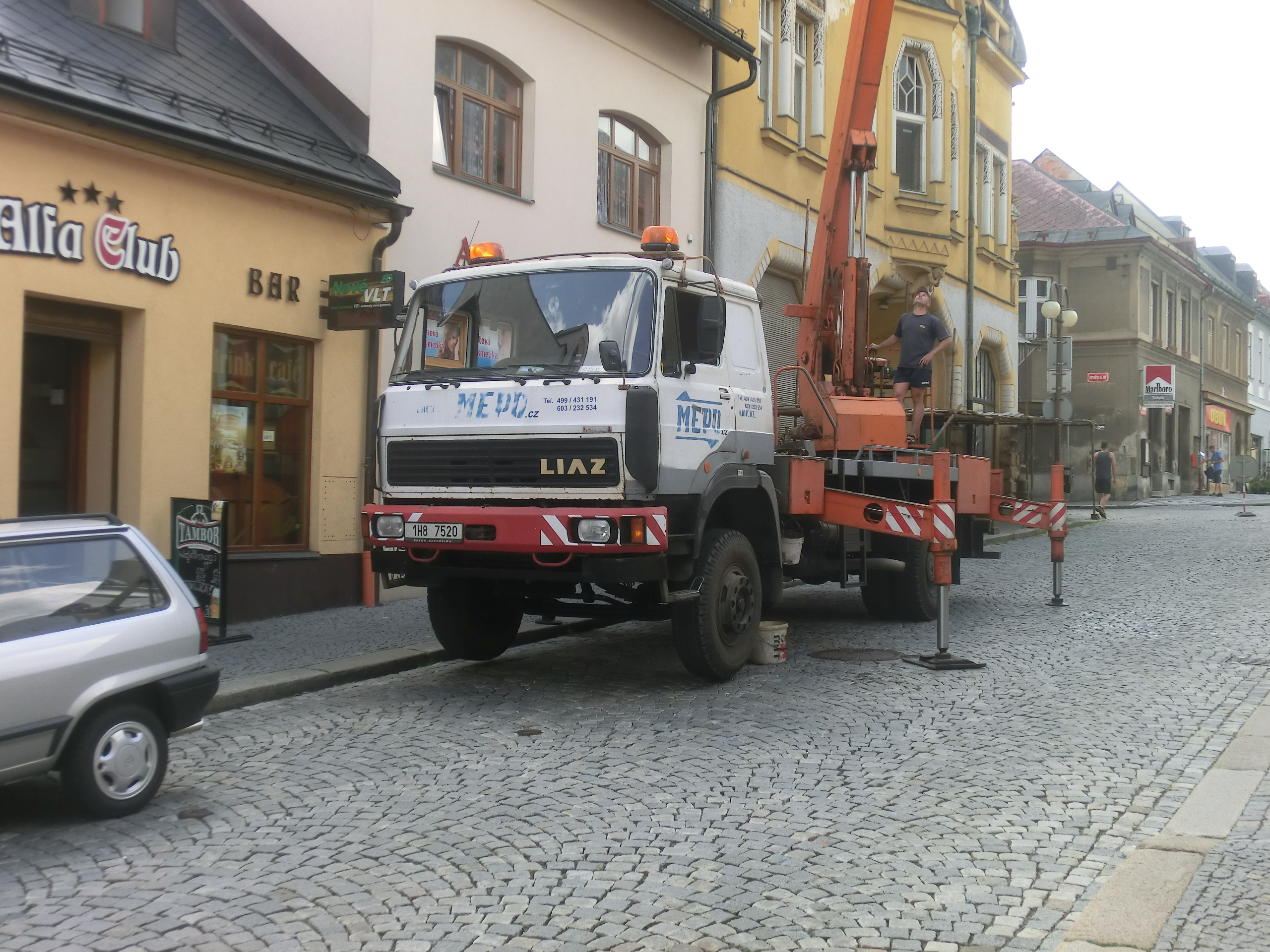
LIAZ 110.010, účelový vůz
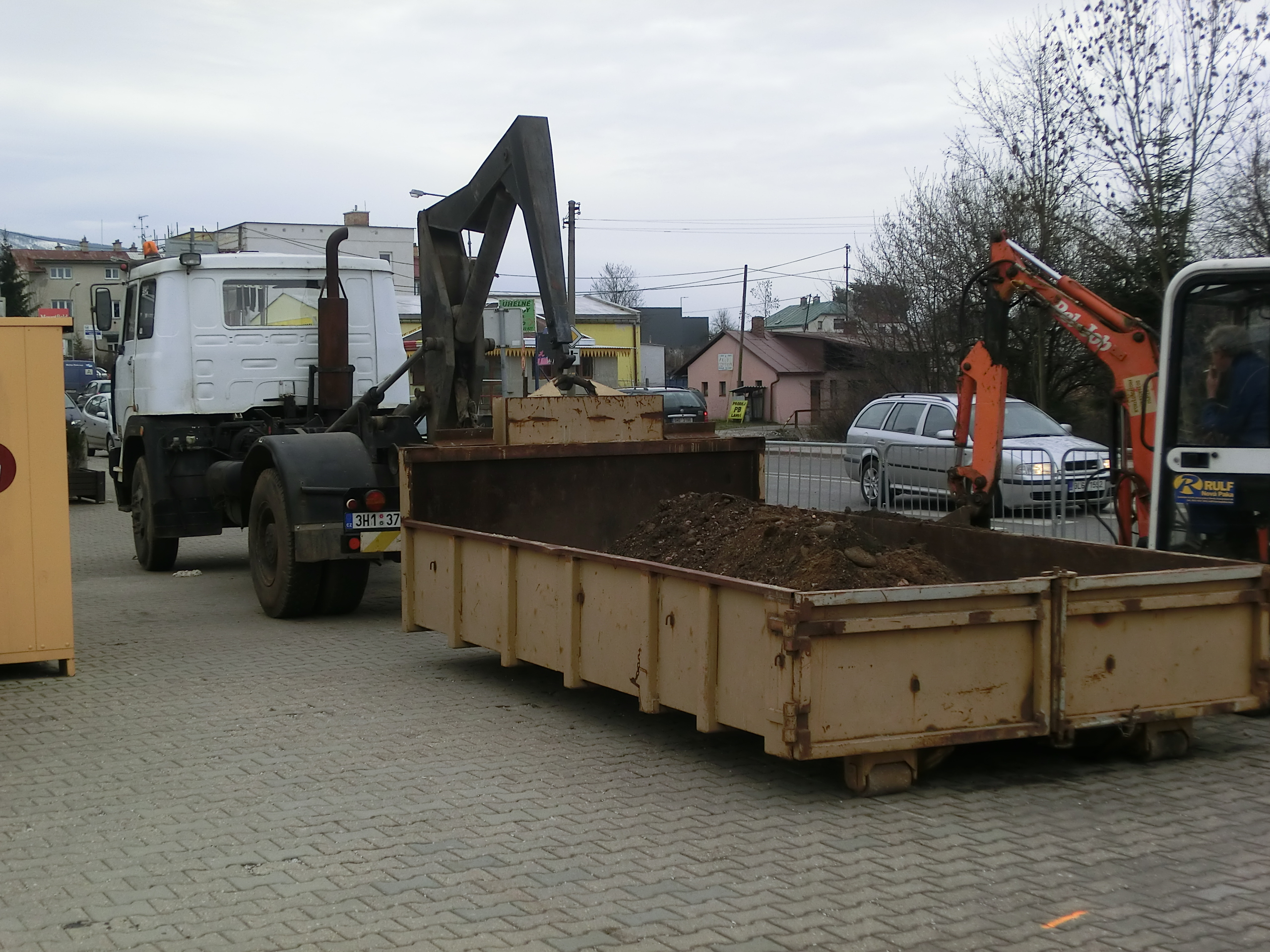
LIAZ 110.051, účelový vůz
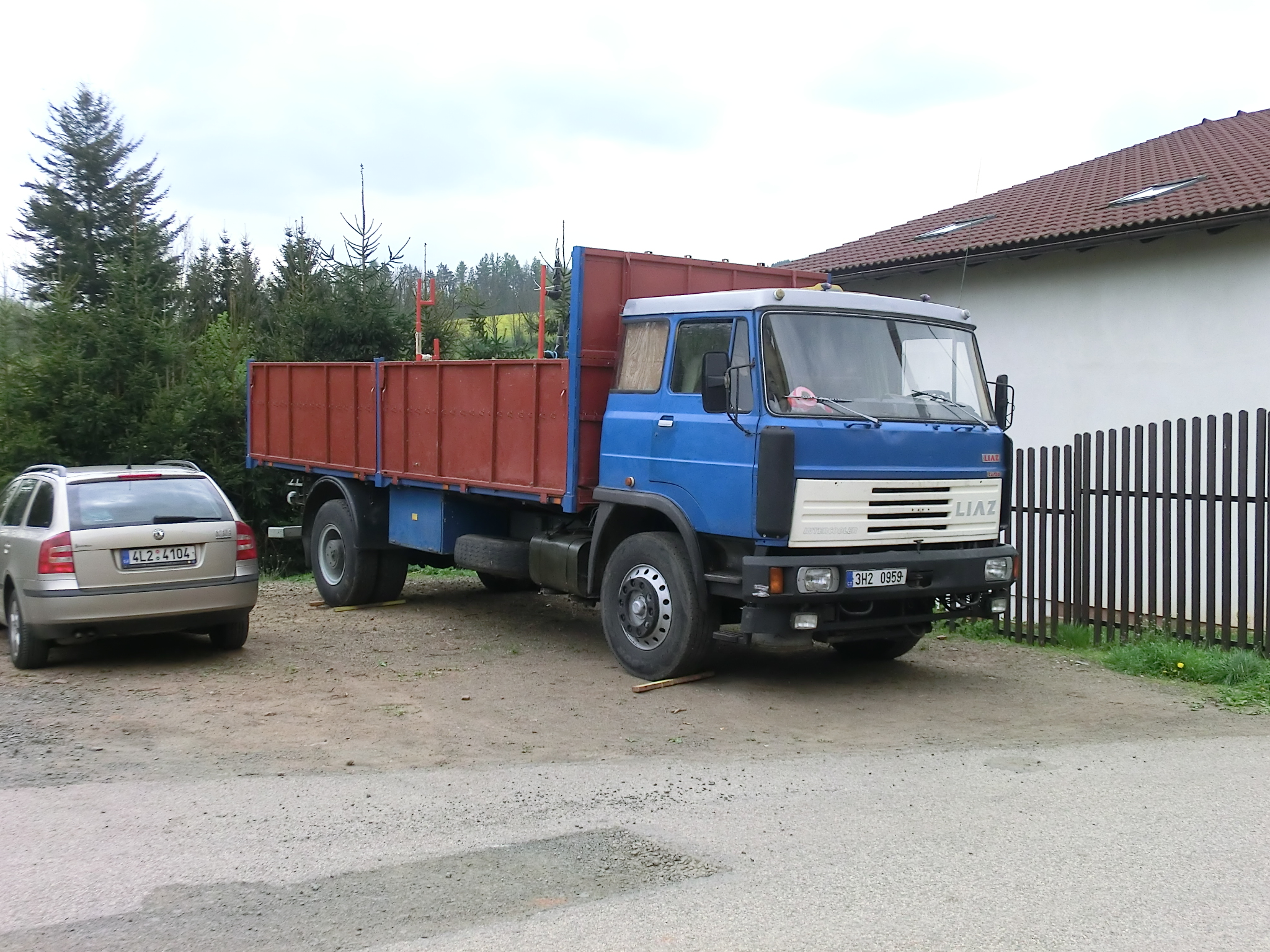
LIAZ 110.052, valník s vysokými bočnicemi
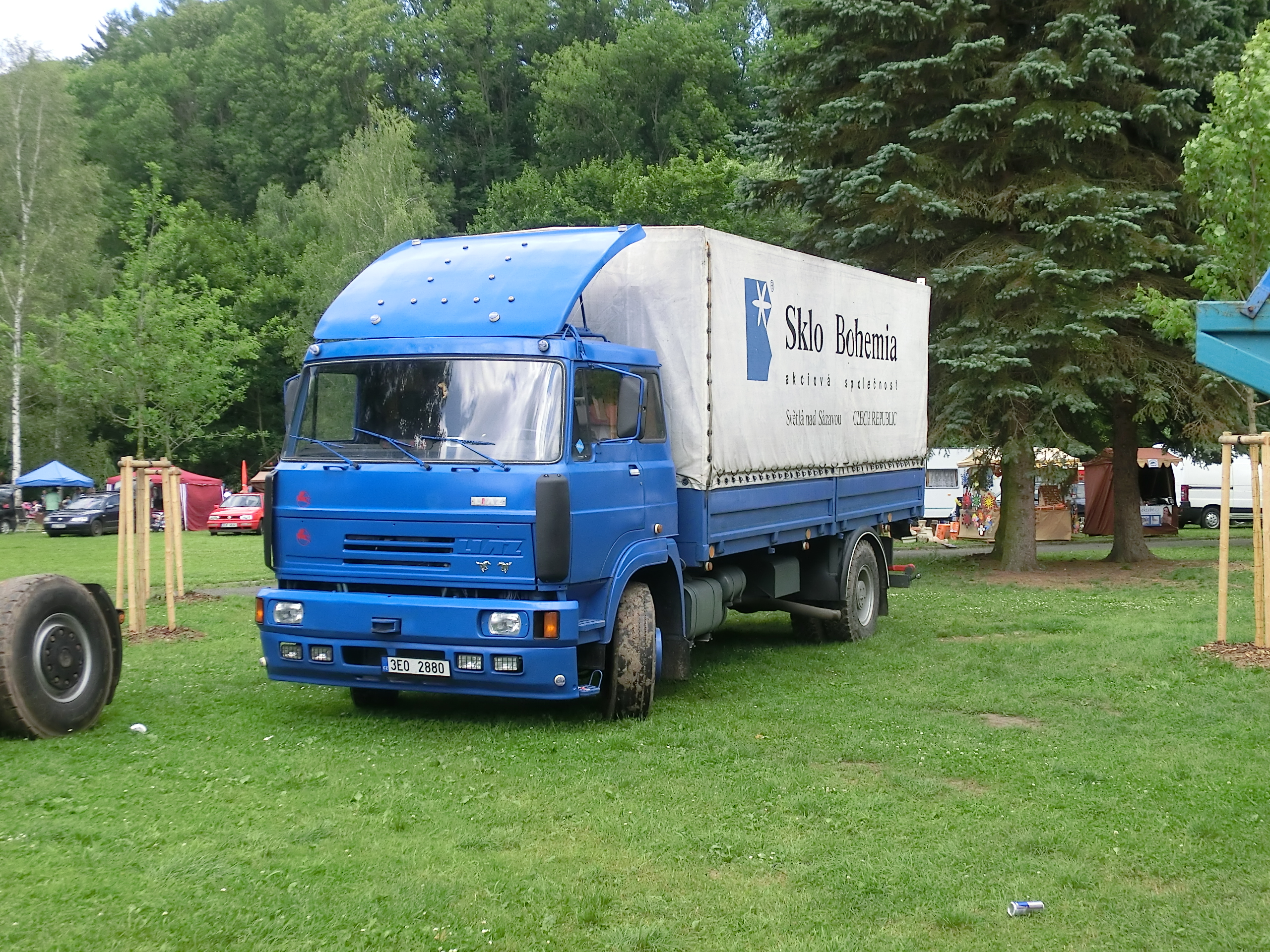
LIAZ 110.073, valník s plachtou v celní úpravě TIR
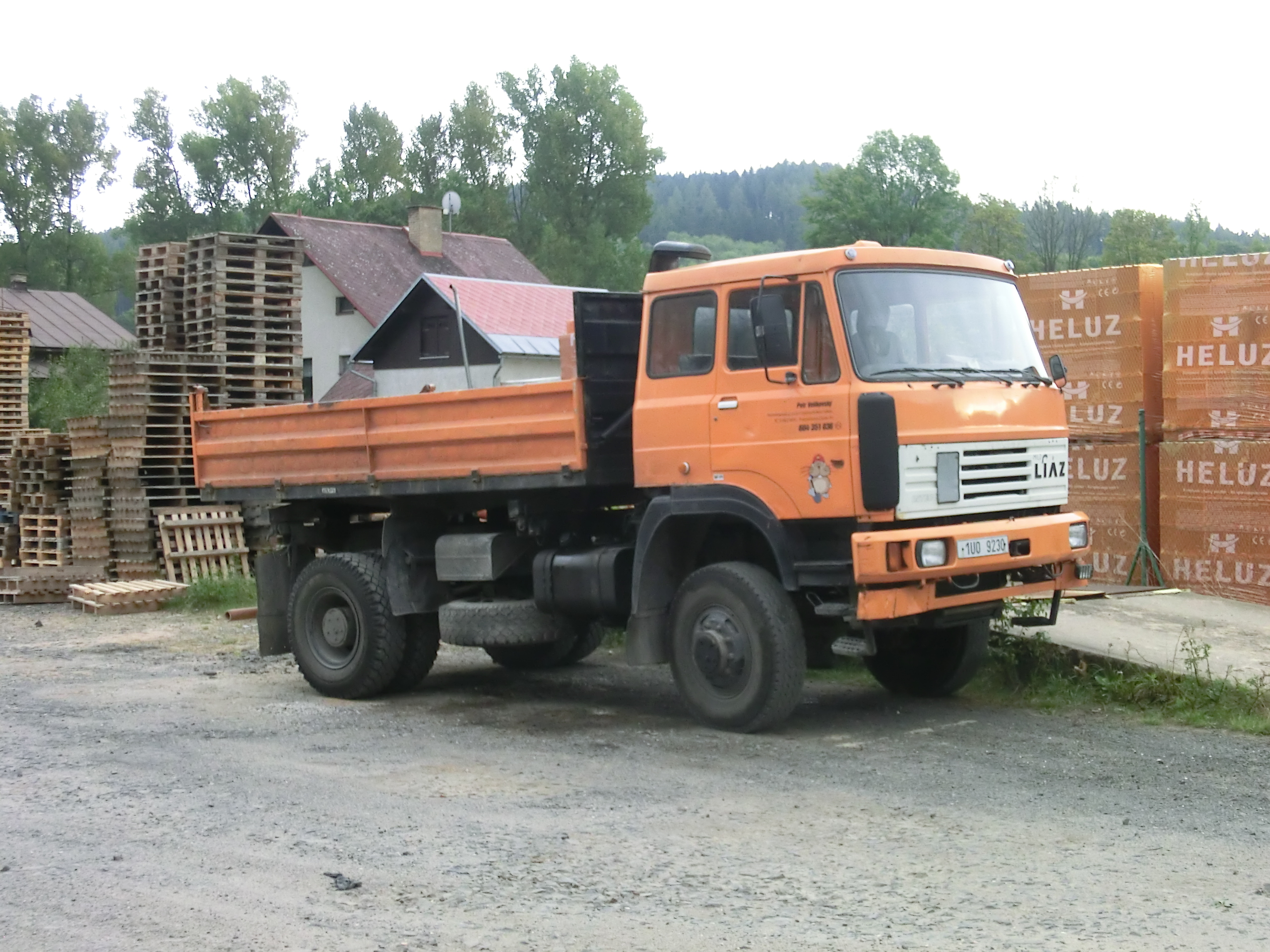
LIAZ 111.811, sklápěč
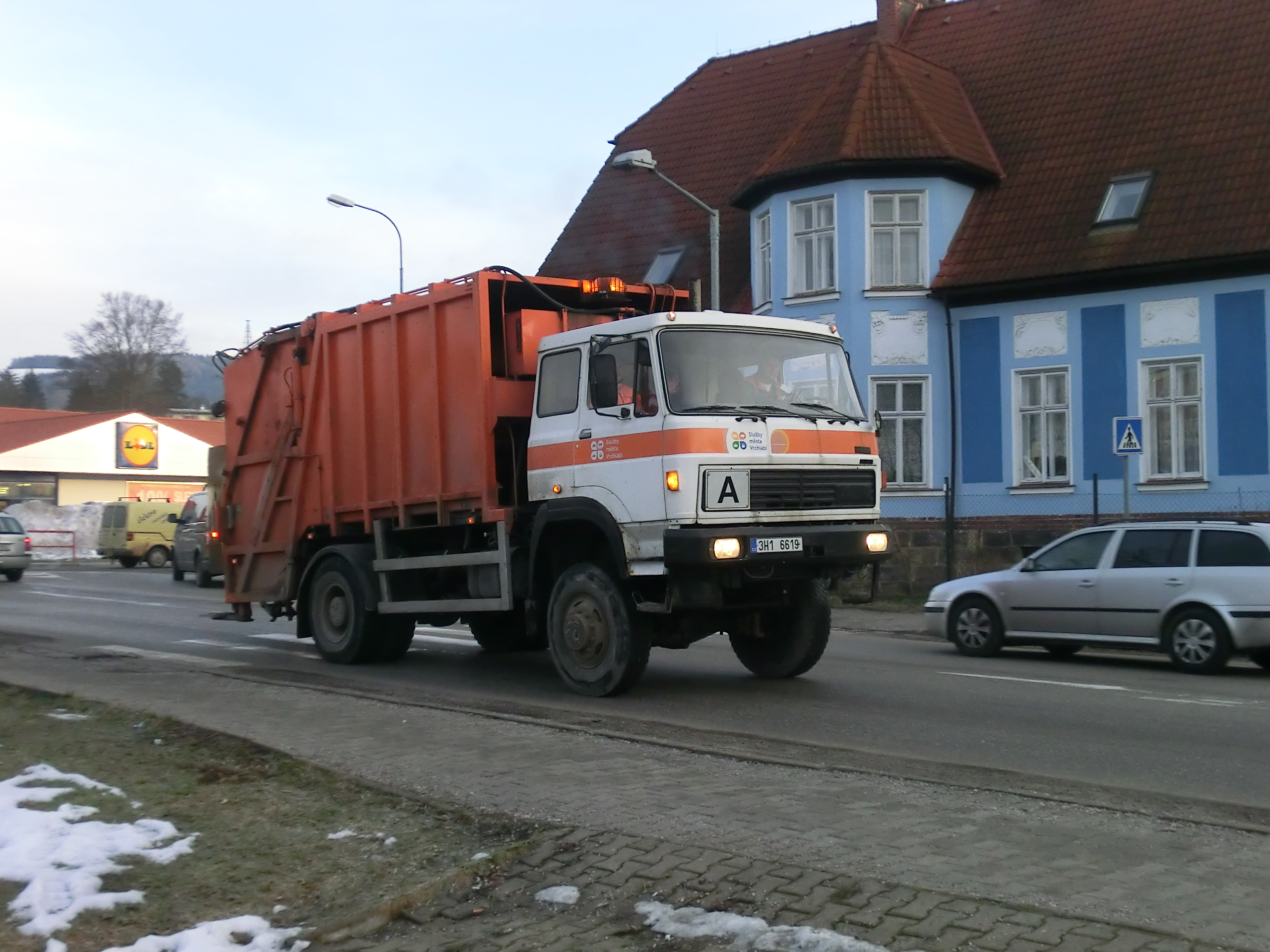
LIAZ 111.840, komunální vůz
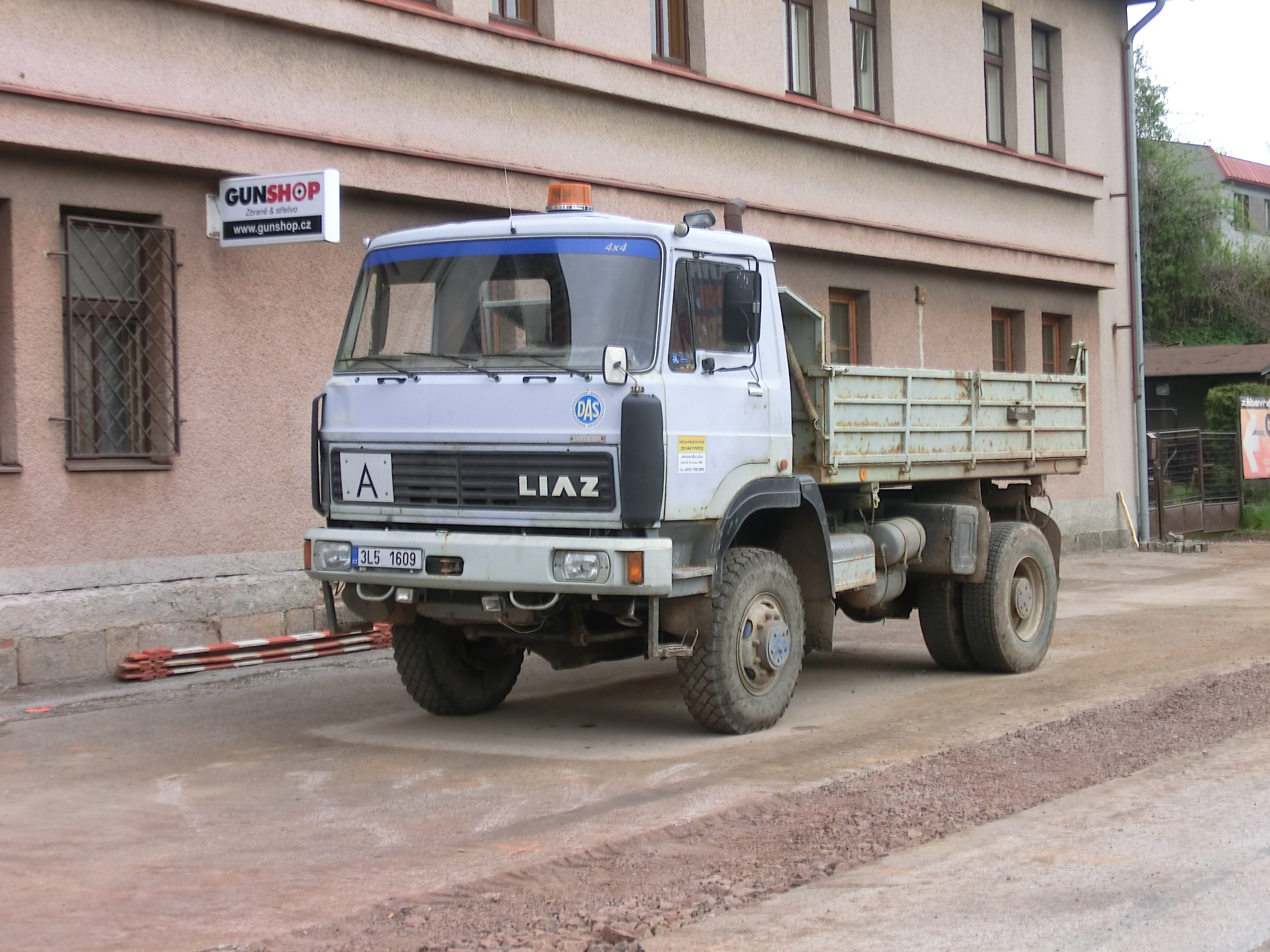
LIAZ 151.261, sklápěč

### Závodní a soutěžní modely
- LIAZ 100.55 D: vylepšený základní exportní valník a vůbec první český vůz, který se kdy zúčastnil Dakaru, a to v roce 1985. Posádka Jiří Moskal – Jaroslav Joklík – Radek Fencl dojela do cíle na 13. místě v kategorii kamionů. Druhý vůz Liaz dojel do cíle mimo klasifikaci. Na Rallye Faraonů v kategorii nad 10. tun získal tento model 1. místo.

- LIAZ 111.154: evoluce předchozího typu, kompletně překonstruovaný a sériově vyráběný v letech 1986–1991. V současné době (2010) je možno vídat závodní variantu 111.154 VK na dálkových rallye včetně Dakaru, (například Rallye Dakar 2009 a Rallye Dakar 2010). Členy posádky, která tento vůz přivedla do cíle Rallye Dakar 2010 na čtvrtém místě, byli Martin Macík, Josef Kalina, Jan Bervic.
  - 3. místo na Rallye Paříž-Dakar 1987
  - 2. místo na Rallye Paříž-Dakar 1988
  - 1. místo v seriálu Mistrovství Evropy v truck-trialu 1991
  - 1. místo na Rallye Jelcz 1987
  - 1. místo na Rallye Jelcz 1988
  - 2. místo v závodě Baja Hungaria 2009
  - 1. místo v závodě Baja Spain 2009 (verze 111.154 VK)

- LIAZ 110.577: první český vůz v Evropském poháru závodů tahačů na okruzích. Poprvé se představily dva vozy LIAZ v tomto seriálu v sezoně 1987. Řídili je Jiří Moskal a František Vojtíšek. Moskal vybojoval ve svém premiérovém ročníku desáté místo, Vojtíšek byl čtrnáctý.

- LIAZ 150.571: sériové závodní tahače LIAZ z ročníků 1988–1992. Od předchozího typu 110.577 se odlišoval mnoha technickými změnami, díky kterým byl rychlejší a lépe ovladatelný. Následníkem byl typ 250.471.
  - 2. místo v seriálu Evropského poháru tahačů 1989
  - 1. místo v seriálu mistrovství Velké Británie 1989
  - 2. místo v seriálu Evropského poháru tahačů 1990
  - 1. místo v seriálu mistrovství Velké Británie 1990
  - 2. místo v závodě 24 hodin Le Mans tahačů 1990

## Motory řady 100

### Sériové motory řady M63x a 640 / M1
První vozy měly šikmo uložený atmosférický motor řady MŠ 634 s objemem 11 940 cm³ a výkonem 210 k, v roce 1978 byl modernizován a označován jako M1, životnost do GO byla 300 000 km. V letech 1984-85 proběhla druhá modernizace, po které motory nesly označeny M1.2, (změna slévárenské technologie a zesílení bloku válců). V letech 1987–1988 byl opět zmodernizován na M1.2A (rekonstrukce hlav a zavedení bezúdržbového vstřikovacího čerpadla). Po rekonstrukci se zvýšila životnost motoru na 420 000 km a zároveň se motory homologovaly na emisní předpis Euro 0.
Nové motory po roce 1991 již nebyly konstruovány pro šikmé uložení, rozvíjelo se pouze provedení stojaté -M1.2B a později M1.2C (nákladní auta, lokomotivy, agregáty) nebo ležaté (autobusy, železniční motorové vozy) plně záměnné s motory pro novou výrobní řadu 200. Nové agregáty dosahovaly díky přeplňování výkonu až 236 kW (320 k). Nové byly i 9- a 10stupňové ne- a synchronizované převodovky Praga.

### Nové pohonné jednotky M2
V roce 1979 začal vývoj motoru řady M2 o objemu 13 740 cm³. Motor byl plánován ve čtyřech výkonových verzích 290 k, 336 k, 367 k, později přibyla verze s výkonem 449 k označená jako M2-651. K motoru byly zkoušeny převodovky Praga 9P140 a prototypové 13P150 a 17P140. V 80. letech probíhal vývoj na snížení vnějšího hluku motoru, stejně jako na motorech M1.2. Vývoj motoru pod souhrnným typovým označením M2-650 byl dokončen v roce 1986 a plánovala se výroba 500 motorů ročně pro výkonově nejnáročnější vozidla. Ovšem jediná verze motoru, která se dostala aspoň částečně do výroby, byla M2.4R – a to jen v rámci poloprovozní výroby s vysokým podílem ruční práce.
LIAZ musel na příkaz[zdroj?] ministerstva strojírenství předat v roce 1988 tuto výrobu do závodu LIAZ Veľký Krtíš coby náhradní program za tamní končící výrobu historických motorů a součástí 706 RT – skončilo to však tím, že v Krtíši nezprovoznili ani jednu součást „moderních“ [zdroj?] výrobních technologií a po roce 1991 tyto stroje zakoupilo ČKD pro svůj závod ČKD Motory v Praze (lze říci, že výroba tak opsala kruh po republice, neboť smíchovskou motorárnu postavil koncern Škoda Plzeň před II. světovou válkou). Motor M2-650 o výkonu 367 k byl v ČKD vyráběn pod obchodním označením 6 Z 135 T již v emisní normě Euro 1 (vyvinut jako M2-270), do krachu koncernu ČKD v roce 1997 však bylo vyrobeno jen asi 80 motorů pro drážní použití. Tím definitivně skončil vývoj a výroba perspektivního výkonného motoru české provenience, neboť mezitím byla zrušena technická příprava výroby v Liberci-Hanychově a noví majitelé původní motorárny LIAZ neměli možnost tento motor znovu oživit.
Celkem bylo vyrobeno v letech 1985–1989 sedm tahačů typové řady 110.581 s motorem M2, přičemž jedno vozidlo se několik sezón zúčastňovalo závodů okružních tahačů.

### Nové pohonné jednotky M3
V roce 1981 začal vývoj nových motorů řady M3 o objemu 9500 cm³. Motor byl plánován ve výkonových verzích 150 až 235 kW a měl zcela nahradit dosavadní dvanáctilitrové M1. Vývoj byl zahájen v roce 1981, ukončen v roce 1985. Byly postaveny minimálně 2 motory, alespoň jeden byl zastavěn do vozidla, s kterým probíhaly vnitropodnikové jízdy. Motor nesel označení M3.1.
LIAZ v tu dobu ale neměl k dispozici potřebné stamiliony korun na nové výrobní technologie, proto byl projekt M3 zastaven a namísto něj se konstruktéři vrátili k modernizacím motoru M1.2B, ze kterého vzešel motor M1.2C (330 k, ale i 380 a 410 k) s proběhem 500 000 km do GO, který se nakonec zavedl do výroby a vydržel v ní až do konce existence podniku.

## Historické vozy
- soukromý sběratel (valník 100.05, SPZ 14V 0141)[zdroj?]
- soukromý sběratel (tahač 100.47, SPV 06V 0119)[zdroj?]
- soukromý sběratel (vůz ev. č. 5273, ex Dopravní podnik města Brna)[zdroj?]